# Ратече
Ратече (словен. Rateče) су насељено место у општини Крањска Гора, Горењска регија, Словенија, и познати зимски туристички центар са скакаоницама у скијалишту Планица.

## Географија
Ратече су најсеверозападније насеље у Словенији. Налазе се у планинском појасу Јулијских Алпа, на самој граници Словеније, Италије и Аустрије, у подножју врха Печ (1.510 м) као додирне тачке три земље.

## Историја
До територијалне реорганизације у Словенији биле су у саставу старе општине Јесенице.

## Становништво
У попису становништва из 2011. године, Ратече је имало 644 становника.
| Број становника према пописима | Број становника према пописима | Број становника према пописима |
| ------------------------------ | ------------------------------ | ------------------------------ |
| 1991                           | 2002                           | 2011                           |
| 648                            | 639                            | 644                            |

Напомена: Године 1952. увећано за насеље Планица које је укинуто.

## Галерија
- римокатоличка црква "Свети Дух"
- римокатоличка црква "Св. Томаж" на локалном гробљу
- архитектура
- детаљ из центра насеља
- детаљ
- детаљ
- улица
- Алпски пејзаж
- пејзаж
- залазак сунца исподАлпи
- Глацијална долина Планице
- Тамар Валлеи
- Сибирски ирис

## Такође види
- Планица